# Xavier Mauduit

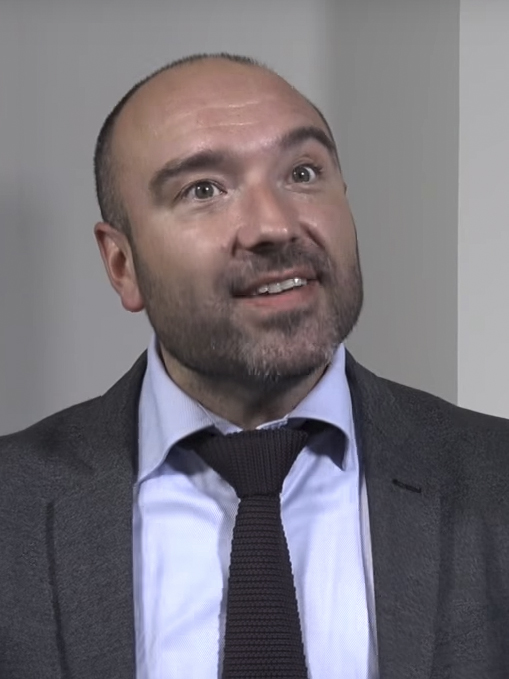
Xavier Mauduit, 2018

Xavier Mauduit (* 21. Oktober 1974 in Frankreich) ist ein französischer Hörfunkmoderator, Moderator und Historiker.
Hauptberuflich ist Mauduit als Co-Autor und Kolumnist bei dem französischen öffentlich-rechtlichen Radiosender France Inter tätig. Dort arbeitete er mit Philippe Collin in dessen Sendungen „Panique au Mangin Palace“, „Panique au Ministère Psychique“, „La Cellule de dégrisement“ und „5/7 Boulevard“, die seit Beginn 2011 den Namen „Downton“ trägt, zusammen.
Seit dem 8. Januar 2012 betreibt er als Co-Autor gemeinsam mit Philippe Collin und Frédéric Bonnaud die schräge Kultursendung „Abgedreht!“ auf arte.

## Schriften
- La Barbe ! La politique sur le fil du rasoir, Paris, Les Belles Lettres, 2014